# Michael Cimino
Michael Cimino (3. února 1939 New York – 2. července 2016 Los Angeles) byl americký režisér, scenárista a producent. Začínal psaním scénářů, napsal např. scénář k filmu Magnum Force (1973). V roce 1974 režíroval svůj první film Thunderbolt a Lighfoot. Proslavil se však až snímkem Lovec jelenů (1978), za který získal Oscara za nejlepší režii. Jeho následující film Nebeská brána (1980) se stal největším propadákem všech dob a zničil mu kariéru. Všechny jeho filmy po Nebeské bráně (Rok draka (1985), Sicilián (1987), Hodiny zoufalstvi (1990) a Jít za sluncem (1996)) finančně propadly. Jeho posledním celovečerním snímkem bylo Jít za sluncem. V roce 2007 se podílel na povídkovém filmu Chacun son cinéma.